# تپه سر چغا معارفی
تپه سر چغا معارفی مربوط به دوره اشکانیان دوره ساسانیان - اوایل دوران‌های تاریخی پس از اسلام است و در شهرستان اسلام‌آباد غرب، بخش مرکزی، دهستان حسن‌آباد، ۱۵۰ متری شمال روستای باقرآباد واقع شده و این اثر در تاریخ ۶ اسفند ۱۳۸۵ با شمارهٔ ثبت ۱۷۶۲۰ به‌عنوان یکی از آثار ملی ایران به ثبت رسیده است.